# Buynuz
Buynuz är en ort i Azerbajdzjan.   Den ligger i distriktet İsmayıllı Rayonu, i den centrala delen av landet, 160 km väster om huvudstaden Baku. Buynuz ligger 763 meter över havet och antalet invånare är 597.
Terrängen runt Buynuz är kuperad åt sydväst, men åt nordost är den bergig. Närmaste större samhälle är İsmayıllı, 16,7 km sydost om Buynuz. 
I omgivningarna runt Buynuz växer i huvudsak lövfällande lövskog. Runt Buynuz är det ganska glesbefolkat, med 34 invånare per kvadratkilometer.